# 구스모토 다쿠미
구스모토 다쿠미(일본어: 楠本 卓海, 1995년 12월 10일~)는 일본의 축구 선수이다.

## 구단 경력
그는 2018년 J2리그의 레노파 야마구치 FC에 입단했다. 2021년까지 66경기에 출전하여, 2득점을 넣었다. 2022년 미토 홀리호크로 이적했다. 2025년 후지에다 MYFC로 이적했다.